# 陈崎嵘
陈崎嵘（1955年—），笔名稽嵘。浙江绍兴人，中华人民共和国政治人物、作家，中国作家协会原副主席。